# 德施泰滕

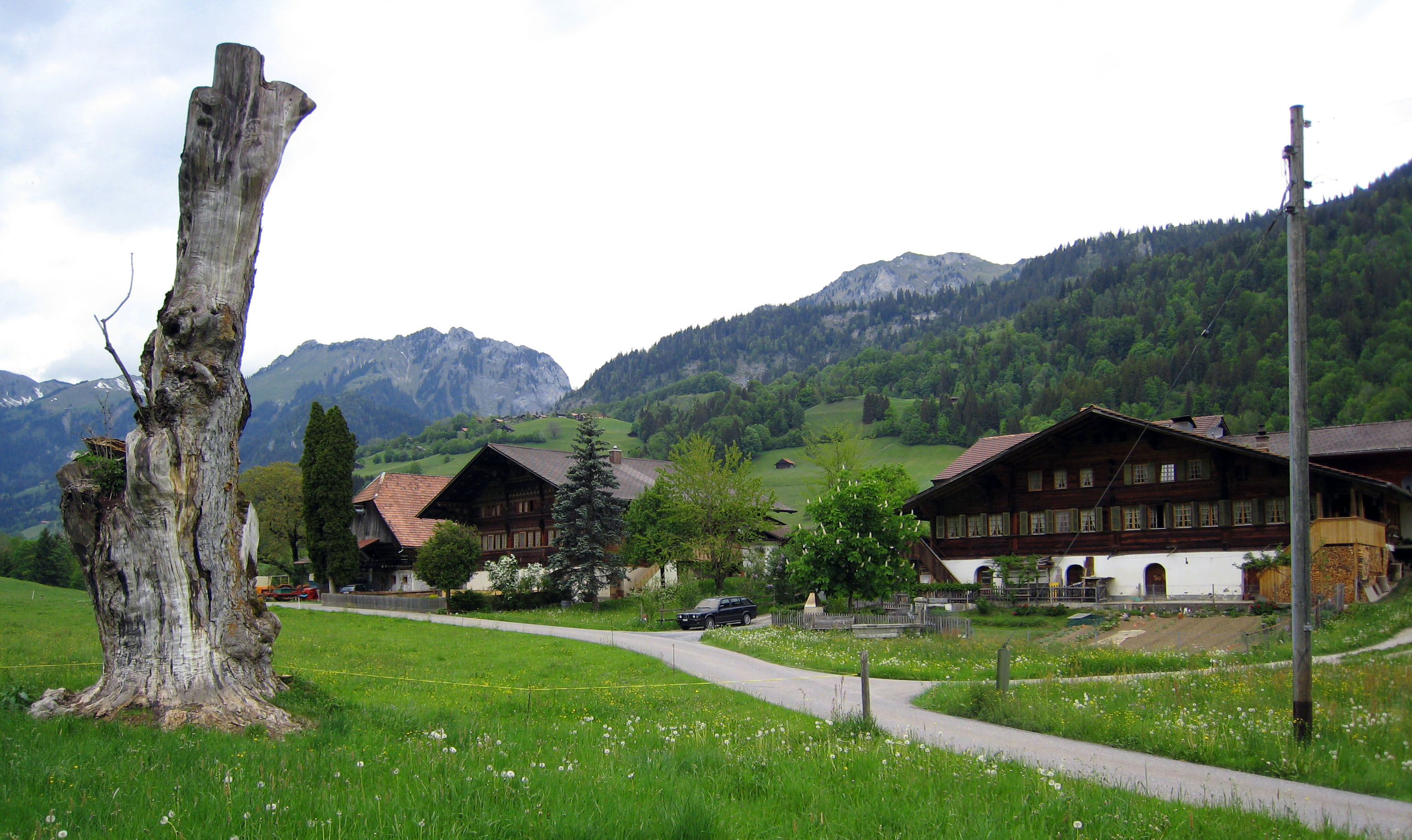

德斯泰滕是瑞士的城鎮，位於該國中部，由伯恩州負責管轄，面積32.79平方公里，四成半土地是農地，海拔高度757米，2011年人口822，人口密度每平方公里25人。